# Champs (Aisne)
Champs és un municipi francès situat al departament de l'Aisne i a la regió dels Alts de França. L'any 2007 tenia 286 habitants.

## Demografia

### Població
El 2007 la població de fet de Champs era de 286 persones. Hi havia 106 famílies de les quals 28 eren unipersonals (12 homes vivint sols i 16 dones vivint soles), 37 parelles sense fills i 41 parelles amb fills.
La població ha evolucionat segons el següent gràfic:
Habitants censats

### Habitatges
El 2007 hi havia 122 habitatges, 111 eren l'habitatge principal de la família, 9 eren segones residències i 2 estaven desocupats. Tots els 122 habitatges eren cases. Dels 111 habitatges principals, 90 estaven ocupats pels seus propietaris, 20 estaven llogats i ocupats pels llogaters i 1 estava cedit a títol gratuït; 2 tenien dues cambres, 11 en tenien tres, 39 en tenien quatre i 59 en tenien cinc o més. 76 habitatges disposaven pel capbaix d'una plaça de pàrquing. A 59 habitatges hi havia un automòbil i a 39 n'hi havia dos o més.

### Piràmide de població
La piràmide de població per edats i sexe el 2009 era:
| Homes | Edats   | Dones |
| ----- | ------- | ----- |
| 0     | 95 o +  | 0     |
| 0     | 90 a 94 | 0     |
| 4     | 85 a 89 | 4     |
| 0     | 80 a 84 | 0     |
| 8     | 75 a 79 | 16    |
| 12    | 70 a 74 | 12    |
| 4     | 65 a 69 | 20    |
| 8     | 60 a 64 | 4     |
| 0     | 55 a 59 | 0     |
| 4     | 50 a 54 | 0     |
| 8     | 45 a 49 | 12    |
| 8     | 40 a 44 | 8     |
| 16    | 35 a 39 | 12    |
| 4     | 30 a 34 | 16    |
| 4     | 25 a 29 | 8     |
| 0     | 20 a 24 | 0     |
| 0     | 15 a 19 | 12    |
| 12    | 10 a 14 | 12    |
| 20    | 5 a 9   | 16    |
| 8     | 0 a 4   | 0     |

## Economia
El 2007 la població en edat de treballar era de 163 persones, 113 eren actives i 50 eren inactives. De les 113 persones actives 98 estaven ocupades (57 homes i 41 dones) i 15 estaven aturades (7 homes i 8 dones). De les 50 persones inactives 15 estaven jubilades, 18 estaven estudiant i 17 estaven classificades com a «altres inactius».

### Ingressos
El 2009 a Champs hi havia 112 unitats fiscals que integraven 286 persones, la mediana anual d'ingressos fiscals per persona era de 16.449 €.

### Activitats econòmiques
Dels 5 establiments que hi havia el 2007, 2 eren d'empreses de fabricació d'altres productes industrials i 3 d'empreses de construcció.
Dels 4 establiments de servei als particulars que hi havia el 2009, 1 era un taller de reparació d'automòbils i de material agrícola, 1 paleta, 1 lampisteria i 1 empresa de construcció.
L'any 2000 a Champs hi havia 14 explotacions agrícoles que ocupaven un total de 810 hectàrees.

## Equipaments sanitaris i escolars
El 2009 hi havia una escola elemental integrada dins d'un grup escolar amb les comunes properes formant una escola dispersa.

## Poblacions més properes
El següent diagrama mostra les poblacions més properes.